# 宮原町
宮原町（みやはらまち）は、熊本県の中央部にあった町で、八代郡に属していた。
2005年（平成17年）10月1日、隣接する竜北町と合併し氷川町となり、自治体としての宮原町は廃止された。

## 地理
熊本県の中央部、八代海寄りの内陸部に位置し、中心部は八代平野の一部に含まれる。熊本県で最も面積の小さい自治体である。
- 川：氷川

## 歴史
江戸時代には薩摩街道の宿場町および門前町として栄え、1889年の市町村制度施行当初から町として発足している。

### 沿革
- 1875年（明治8年）12月10日 - 河上村が立神村に合併。
- 1876年（明治9年） - 上宮原村と下宮原村が合併し宮原村が成立。
- 1889年（明治22年）4月1日 - 市町村制度施行により、立神町、今村、早尾村、拵村、宮原町、宮原村が合併し八代郡宮原町成立。
- 1955年（昭和30年）10月15日 - 鏡町の一部を編入。
- 2005年（平成17年）10月1日 - 竜北町と合併（新設合併）し、氷川町成立。同日宮原町廃止。

## 産業
- タウンマネージメント機関：宮原まちづくり株式会社

## 姉妹都市・提携都市

### 国内
- 東藻琴村（北海道網走郡）

## 地域

### 教育

#### 中学校
- 宮原町及び八代市中学校組合立氷川中学校

#### 小学校
- 宮原町立宮原小学校

## 交通

### 空港
- 最寄り空港は熊本空港。

### 鉄道
町内を鉄道路線は通っていない。
- 最寄り鉄道駅は有佐駅。

### バス路線

#### 一般路線バス
- 産交バス

### 道路

#### 高速道路
九州自動車道が通っているが、町内にインターチェンジはない（最寄りインターチェンジは八代インターチェンジおよび松橋インターチェンジ）。
- 宮原サービスエリア

#### 一般国道
- 国道3号
- 国道443号

## 名所・旧跡・観光スポット・祭事・催事
- 立神峡里地公園
- 宮原三神宮
- 三神宮秋季大祭
- 火の国みやはら桜まつり

## 宮原町出身の有名人
- 秋山幸二（元プロ野球選手、前福岡ソフトバンクホークス監督）
- 光永星郎（現電通創業者）